# 駿河灣
駿河灣（日语：／ Suruga wan */?）位於日本靜岡縣，伊豆半島尖端的石廊崎與御前崎之連線北側的海域。最深處水深2500m，是日本最深的海灣。

## 定期航路
- 駿河湾渡輪（エスパルスドリームフェリー） : 清水港 - 土肥港